# Apanteles maculipalpis
Apanteles maculipalpis är en stekelart som beskrevs av De Saeger 1941. Apanteles maculipalpis ingår i släktet Apanteles och familjen bracksteklar. Inga underarter finns listade i Catalogue of Life.